# Суточные щи

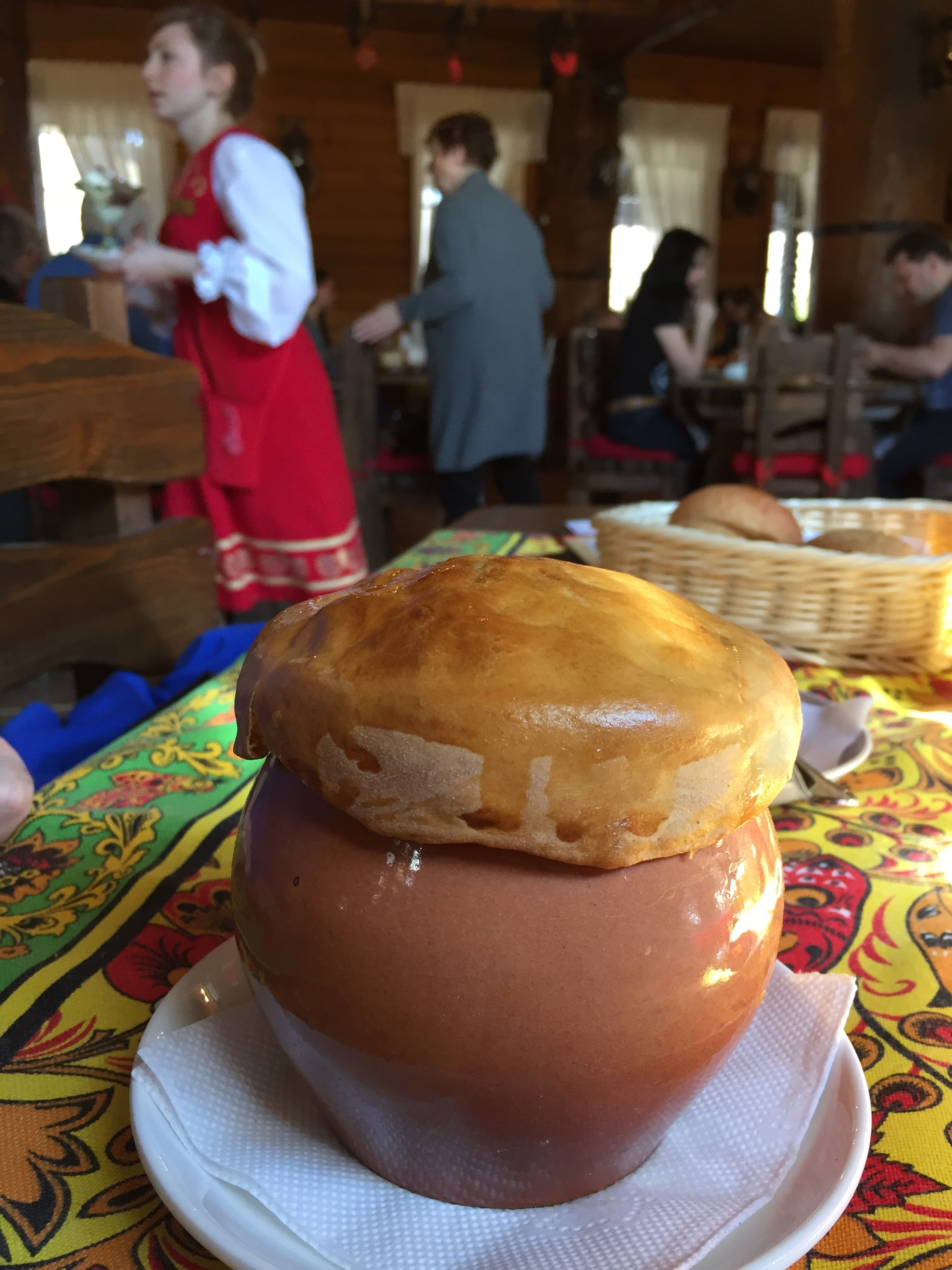
Щи, сервированные в горшочке

Суточные щи — горячее жидкое кушанье русской кухни, разновидность щей на мясном бульоне из квашеной капусты, тушенной со свиной головой и костями свинокопчёностей, без картофеля. В некоторых рецептах используется также говяжья грудинка и курятина. В XVII—XVIII веках умение готовить суточные щи считалось вершиной кулинарного мастерства русских поваров.
Для приготовления суточных щей измельчённую квашеную капусту в течение нескольких часов тушат с ветчинными костями в небольшом количестве бульона, в современных рецептах — с добавлением томатного пюре. В процессе медленного и продолжительного тушения капуста становится мягкой и приобретает остро-сладковатый вкус и тёмную окраску. Считается, что чем мягче капуста после тушения, тем лучше вкус суточных щей. По готовности капусты свиные кости удаляют, добавляют нарезанные кубиками и пассерованные коренья и репчатый лук, нарезанное кусочками мясо, затем вводят пассерованную муку, разведённую с бульоном, и заправляют рубленым чесноком.
Способ приготовления щей обусловил их название. Cуточные щи готовили обычно в горшках, которые оставляли на ночь томиться под крышкой в русской печи, а на утро ели ещё тёплыми на завтрак. Приготовленную для суточных щей капусту можно замораживать в качестве полуфабриката. В старину суточные щи немного недоваренными выставляли на мороз на всю ночь, чтобы они настоялись под коркой льда. На следующие сутки их разогревали в горшочках и подавали к столу. Низкие температуры делают квашеную капусту более приятной на вкус, менее острой.
В русской ресторанной кухне суточные щи принято доводить до готовности в жарочном шкафу в порционном глиняном или керамическом горшочке, закрытом тонким слоем теста, пока оно не подрумянится. Такие суточные щи называют «запечёнными». Блюдо сервируют с рубленой зеленью и растёртым с солью чесноком в том же горшочке на тарелке, отдельно подают сметану в соуснике. Суточные щи полагается затем перелить в глубокую тарелку. Суточные щи традиционно гарнируют рассыпчатой гречневой кашей, крупеником, кулебякой с гречневой кашей, ватрушками с творогом.